# Día de la privacidad de la información

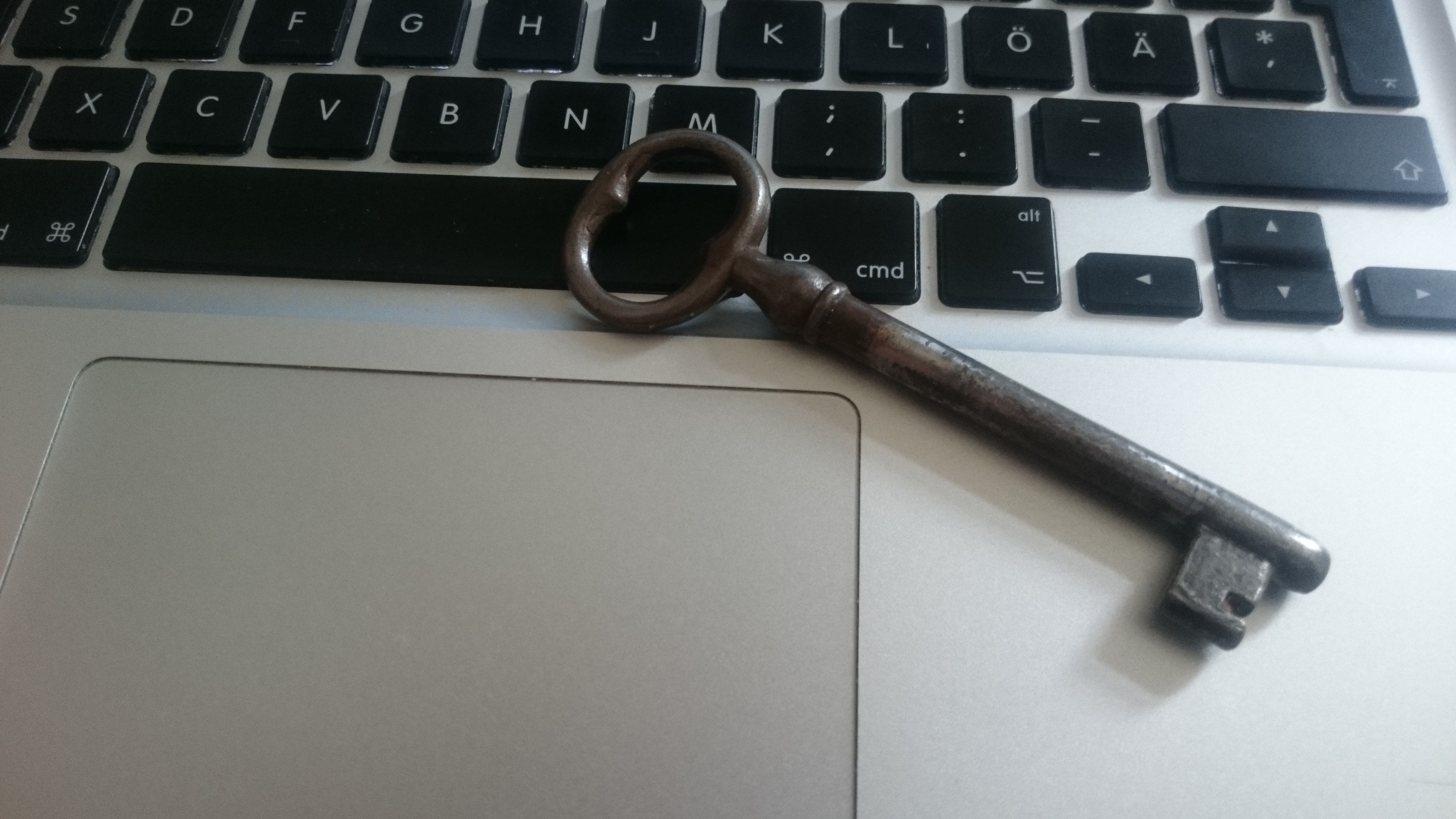
Llave vieja y computadora portátil

El Día de la Privacidad de la Información (o Día de Privacidad de los Datos)  es una celebración internacional que ocurre el día 28 de enero. El propósito del Día de la Privacidad de la Información es concienciar y promover las mejores prácticas de privacidad y protección de la información. Se celebra actualmente en los Estados Unidos, Canadá, India y 47 países europeos.
La iniciativa educativa original del Día de la Privacidad de la Información originalmente se enfocó hacia la concienciación, tanto entre empresas como entre usuarios personales, acerca de la importancia de proteger la privacidad de la información personal en línea, particularmente en el contexto de las redes sociales. El enfoque educativo ha crecido en el transcurso de los últimos años para incluir familias, consumidores y negocios. Además, el Día de la Privacidad de la Información promueve eventos y actividades que estimulan el desarrollo de herramientas tecnológicas que promueven el control individual sobre la información personal; invita a cumplir con las leyes sobre privacidad; y crea diálogos entre participantes interesados en impulsar la protección de datos y la privacidad. Esta celebración internacional ofrece muchas oportunidades de colaboración entre gobiernos, industria, academia, organizaciones sin fines de lucro, profesionales de la privacidad y educadores.
La Convención para la Protección de Individuos al Respecto del Procesamiento Automático de Información Personal fue firmada por el Consejo de Europa el 28 de enero de 1981. Esta convención está actualmente en el proceso de actualización para reflejar los nuevos retos legales causados por el desarrollo tecnológico. El Convenio sobre cibercriminalidad también protege la identidad de los sistemas de información y, por tanto, de la privacidad en el ciberespacio. La privacidad incluyendo la protección de los datos también está protegida por el Artículo 8 de la Convención Europea de Derechos Humanos.
Este día fue iniciado por el Consejo de Europa y celebrado por primera vez en 2007, como el Día Europeo de la Protección de la Información. Dos años más tarde, el 26 de enero de 2009, la Cámara de Representantes de los Estados Unidos aprobó la Resolución de la Cámara HR31 por un voto de 402-0, declarando el 28 de junio al Día Nacional de la Privacidad de la Información. El Senado de los Estados Unidos también reconoció al Día de la Privacidad de los Datos en 2010 y 2011.
En respuesta al incremento en los niveles de fugas de información y la importancia global de la privacidad y la seguridad de la información, en 2009 la Online Trust Alliance (OTA, Alianza para la Confianza en Línea) y docenas de organizaciones alrededor del mundo adoptaron el Día de la Privacidad de los Datos como el Día de la Privacidad y Protección de los Datos, enfatizando la necesidad de considerar el impacto a largo plazo ante los consumidores de las prácticas en cuanto a recolección, uso y protección de datos. Otras organizaciones incluyen al trabajo de la Alianza Nacional de Ciber Seguridad para coordinar las actividades del Día de la Privacidad de la Información en los Estados Unidos.

## Organizaciones participantes
Algunas de las organizaciones participantes para el Día de la Privacidad de la Información de 2016 incluyeron a: Grupo de Trabajo Anti-Phishing, la Oficina de Protección de la Privacidad de California, Universidad Carnegie Mellon, los Administradores de Riesgo-Dato Cibernético (Cyber Data-Risk Managers), EDUCAUSE, la Universidad de Georgetown, la Comisión Federal de Comercio de Estados Unidos (FTC), Comisión Federal de Comunicaciones de Estados Unidos (FCC), el FBI, el Consejo para el Robo de Identidad (Identity Theft Council), el Comisionado de Privacidad de Canadá, la Oficina del Abogado General del Estado de Nueva York, la Alianza para la Confianza en Línea (Online Trust Alliance, OTA), el Comisionado para la Información del Reino Unido, y el Consejo para la Seguridad de la Información de la India.
Los patrocinadores empresariales del Día de la Privacidad y Protección de los Datos 2015 incluyeron a the Brunswick Group, Bryan Cave, Epsilon, Health Alliance Plan, Henry Ford Health System, Hogan Lovells, Holland & Knight, IdentityGuard, Intersections, Intel, Microsoft, Morrison & Foerster, Mozilla, Symantec, Sailthru, Verizon, VeriSign, TRUSTe y otros.